# علامة هامان
علامة هامان (بالإنجليزية: Hamman's sign)‏ وقد تُسمى علامة هاموند (بالإنجليزية: Hammond's sign)‏ أو صرصرة هاموند (بالإنجليزية: Hammond's crunch)‏، هو صَوت صرصرة وسحق خَشن مُتزامنٌ مع ضرباتِ القلب، ويُسمع هذا الصوت فوقَ مقدم الصدر في استرواح المنصف التلقائي، حيثُ ينتج بواسطة ضربات القَلب ضد الأنسجة المليئة بالهواء.
يُسمع هذا الصوت بشكلٍ أفضل في الوضع الجانبي الأيسر، ويُوصف بأنه عبارة عن سلاسلٍ من الخشخشة البَركِية والتي تتداخل مع ضربات القلب وليس مع التنفس. كما تُسمع أيضًا مع استرواح الصدر التلقائي في الجانب الأيسر بشكلٍ صغير وليس انهيار رئوي كامل، ويكون على شكل صوتِ فقاعاتٍ تضرب داخل الصدر، ويُمكن سماعها ومشاهدتها.

## التسمية
سُميت نسبةً إلى الطبيب لويس هامان (1877 - 1946) الذي درسَ في جامعة جونز هوبكينز.

## الأسباب
صرصرة هامان تحدث بسبب استرواح المنصف أو استرواح التأمور، ويرتبط مع الإصابة الرغامية القصبية نتيجةً لصدمة أو إجراءٍ طبي (مثل تنظير القصبات) أو التمزق الفقاعي الرئوي الداني. تُشاهد هذه العلامة أيضًا بشكلٍ شائعٍ في متلازمة بورهاف.